# Callanthias ruber
Il canario rotondo (Callanthias ruber (Rafinesque, 1810)) è un pesce marino appartenente alla famiglia Callanthidae, solo di recente scorporata dalla famiglia Serranidae.

## Distribuzione ed habitat
Vive nell'Oceano Atlantico orientale dalla Manica (raro) a nord fino alla Mauritania a sud comprese le isole Azzorre, Madera e Canarie nonché l'intero mar Mediterraneo. È una specie sporadica, non comune in nessun posto. 

Vive a profondità considerevoli, tra i 200 ed i 500 metri, in genere su fondi duri ma anche su fondali fangosi.

## Descrizione
Apparentemente simile alla Castagnola rossa dall quale si differenzia per la sagoma più allungata, per l'occhio più grande con riflessi multicolori, per la coda con le due punte (molto allungate) di uguale lunghezza. 

La livrea è rossastra, simile a quella di Anthias anthias ma ha le pinne dorsale e anale di colore giallo. Questa è la colorazione che presentano gli esemplari morti catturati con reti, la colorazioni in vivo non è nota dato che probabilmente non è mai stato incontrato da sub. 
Le dimensioni non superano i 60 cm (abitualmente meno).

## Biologia

### Alimentazione
Si nutre di crostacei e pesci più piccoli.

### Riproduzione
È oviparo, forse ermafrodita. La fecondazione è esterna.